# ベンジャミン・マルティネス・マルティネス
ベンジャ（Benja）ことベンハミン・マルティネス・マルティネス（Benjamín Martínez Martínez, 1987年8月23日 - ）は、スペイン・カタルーニャ州タラサ出身のサッカー選手。ポジションはフォワード。

## 来歴
ユース時代をCFダムやRCDエスパニョールのカンテラで過ごし、テルセーラ・ディビシオンながらもCEエウロパのトップチームでプレーする。
2008年8月にはFCバルセロナの関係者に見初められて、アトレティック移籍を実現させるも当時のチームの構想に入ることができず1試合もプレーしないまま、CFレウス・デポルティウへとレンタル放出、再びテルセーラ・ディビシオンに舞い戻った。
しかしながら、半年後の2009年1月に負傷離脱やトップチーム昇格によりセンターフォワードのプレーヤーが不足したアトレティックへと呼び戻され残りのシーズンで15試合に出場を果たした。